# Världsmästerskapen i rodd
Världsmästerskapen i rodd organiseras av Internationella roddförbundet (FISA). Mästerskapen hade premiär 1962 och hölls vart fjärde år fram till 1974, då mästerskapen övergick till att bli en årlig tävling.

## Plats
| Upplaga | År   | Ort                                                 | Land           | Datum                  |
| ------- | ---- | --------------------------------------------------- | -------------- | ---------------------- |
| 1.      | 1962 | Luzern, Luzern Rotsee                               | Schweiz        |                        |
| 2.      | 1966 | Bled, SR Slovenien Bledsjön                         | Jugoslavien    |                        |
| 3.      | 1970 | St. Catharines, Ontario Martindale Pond             | Kanada         |                        |
| 4.      | 1974 | Luzern, Luzern Rotsee                               | Schweiz        |                        |
| 5.      | 1975 | Nottingham, England Holme Pierrepont                | Storbritannien |                        |
| 6.      | 1976 | Villach Ossiacher See                               | Österrike      |                        |
| 7.      | 1977 | Amsterdam Bosbaan                                   | Nederländerna  |                        |
| 8.      | 1978 | Hamilton Karapirosjön                               | Nya Zeeland    |                        |
| 9.      | 1979 | Bled, SR Slovenien Bledsjön                         | Jugoslavien    | 3-9 september          |
| 10.     | 1980 | Hazewinkel                                          | Belgien        |                        |
| 11.     | 1981 | München, Bayern Oberschleißheim                     | Västtyskland   |                        |
| 12.     | 1982 | Luzern, Luzern Rotsee                               | Schweiz        |                        |
| 13.     | 1983 | Duisburg, Nordrhein-Westfalen                       | Västtyskland   |                        |
| 14.     | 1984 | Montréal, Québec, Kanada Île Notre-Dame             | Kanada         |                        |
| 15.     | 1985 | Hazewinkel                                          | Belgien        |                        |
| 16.     | 1986 | Nottingham, England Holme Pierrepont                | Storbritannien |                        |
| 17.     | 1987 | Köpenhamn                                           | Danmark        |                        |
| 18.     | 1988 | Milano                                              | Italien        |                        |
| 19.     | 1989 | Bled, SR Slovenien Bledsjön                         | Jugoslavien    | 3-10 september         |
| 20.     | 1990 | Tasmanien Barringtonsjön                            | Australien     | 24 oktober-4 november  |
| 21.     | 1991 | Wien                                                | Österrike      | 24-25 augusti          |
| 22.     | 1992 | Montréal, Québec, Kanada Île Notre-Dame             | Kanada         |                        |
| 23.     | 1993 | Račice Roudnice                                     | Tjeckien       | 8-9 maj                |
| 24.     | 1994 | Indianapolis, Indiana Eagle Creek Park              | USA            | 17-18 september        |
| 25.     | 1995 | Tammerfors Kaukajaervi                              | Finland        | 25-27 augusti          |
| 26.     | 1996 | Motherwell Strathclyde Country Park                 | Storbritannien | 5-11 augusti           |
| 27.     | 1997 | Aiguebelette                                        | Frankrike      | 31 augusti-7 september |
| 28.     | 1998 | Köln, Nordrhein-Westfalen Fühlingen                 | Tyskland       | 6-13 september         |
| 29.     | 1999 | St. Catharines, Ontario Martindale Pond             | Kanada         | 22-29 augusti          |
| 30.     | 2000 | Zagreb Jarun                                        | Kroatien       | 1-6 augusti            |
| 31.     | 2001 | Luzern, Luzern Rotsee                               | Schweiz        | 19-26 augusti          |
| 32.     | 2002 | Sevilla Guadalquivir                                | Spanien        | 15-22 september        |
| 33.     | 2003 | Milano Idroscalo                                    | Italien        | 24-31 augusti          |
| 34.     | 2004 | Banyoles Banyolessjön                               | Spanien        | 27 juli-1 augusti      |
| 35.     | 2005 | Kaizu, Gifu Nagaragawa International Regatta Course | Japan          | 29 augusti-4 september |
| 36.     | 2006 | Dorney, England Dorney Lake                         | Storbritannien | 20-27 augusti          |
| 37.     | 2007 | München, Bayern Oberschleißheim                     | Tyskland       | 26 augusti-2 september |
| 38.     | 2008 | Ottensheim, Oberösterreich                          | Österrike      | 20-27 juli             |
| 39.     | 2009 | Poznań Maltasjön                                    | Polen          | 23-30 augusti          |
| 40.     | 2010 | Hamilton Karapirosjön                               | Nya Zeeland    | 29 oktober-7 november  |
| 41.     | 2011 | Bled Bledsjön                                       | Slovenien      | 28 augusti-4 september |
| 42.     | 2012 | Plovdiv                                             | Bulgarien      | 15-19 augusti          |
| 43.     | 2013 | Chungju Tangeumsjön                                 | Sydkorea       | 25 augusti-1 september |
| 44.     | 2014 | Amsterdam Bosbaan                                   | Nederländerna  | 24-31 augusti          |
| 45.     | 2015 | Aiguebelette Lac d'Aiguebelette                     | Frankrike      | 30 augusti-6 september |
| 46.     | 2016 | Rotterdam Willem-Alexanderbaan                      | Nederländerna  | 21-28 augusti          |
| 47.     | 2017 | Sarasota, Florida Nathan Benderson Park             | USA            | 24 september-1 oktober |
| 48.     | 2018 | Plovdiv                                             | Bulgarien      | 9–16 september         |
| 49.     | 2019 | Ottensheim                                          | Österrike      | 25 augusti–1 september |
| 50.     | 2022 | Račice                                              | Tjeckien       | 18–25 september        |
| 51.     | 2023 | Belgrad                                             | Serbien        | 3–10 september         |
| 52.     | 2024 | St. Catharines                                      | Kanada         | 18–25 augusti          |